# Victor Cramér
Victor Cramér, född 17 oktober 1812 i Visby, Gotland, död 3 oktober 1876 i Stockholm, var en svensk jurist och ämbetsman. Han var justitieråd i Kungl. Maj:ts högsta domstol från 1858 fram till sin död 1876. Cramér var av sin samtid ansedd såsom ”en särdeles skicklig och framstående embetsman samt skarpsinnig jurist.”

## Biografi
Victor Cramér blev 1830 studerande vid Uppsala universitet. Han blev 1848 assessor i Svea hovrätt, revisionssekreterare vid Högsta domstolen 1853 samt expeditionschef i Justitiestatsexpeditionen år 1856. Den 20 april 1858 utnämndes han av Kungl. Maj:t till justitieråd i Högsta domstolen. I HD handlade han länge ägodelningsmålen.
Cramér valdes in Stockholms stadsfullmäktige 1863 där han var fram till 1867. Under denna tid var han vice ordförande i sundhetsnämnden.
Cramér var den första styrelseordföranden för Stockholms Handelsbank, verksam åren 1871–1874. Innan dess var han styrelseordförande för Stockholms Enskilda Bank med start 1864.

## Död
Cramér avled hastigt av ett slaganfall när han besökte sin tidigare kollegor i styrelsen för Handelsbanken den 3 oktober 1876. Han var vid sin död det näst äldsta justitierådet i Högsta domstolen – 63 år gammal.
Begravningen ägde rum den 8 oktober i Storkyrkan i Stockholm. Bland de närvarande fanns flera höga politiker, ämbetsmän, affärsmän, jurister, vetenskapsmän och konstnärer. Dessa inkluderar justitiestatsministern, friherre Louis De Geer, f.d. landshövdingen Olof Fåhræus, statsrådet Carl Johan Thyselius, och generalen, greve Sven Lagerberg. Victor Cramér är jordfäst i Norra begravningsplatsen i Stockholm.

## Familj
Victor Cramér tillhörde släkten Cramér från Gotland.

## Utmärkelser
- Kommendör med stora korset av Kungl. Nordstjärneorden, 1872.[1]
- Kommendör av Kungl. Norska Sankt Olavs orden, 1864.
- Kommendör av Kungl. Nordstjärneorden, 1862.
- Riddare av Kungl. Nordstjärneorden, 1858.[7]